# Zverinac
Zverinac là một hòn đảo nhỏ của Croatia thuộc quần đảo Zadar trên biển Adriatic. Nó chiếm 4.2 km² và có 43 người, với mật độ dân số 10,29 người/ km². Điểm cao nhất của nó cao 111 mét.